# إسراء عبد الفتاح (ممثلة)
إسراء عبد الفتاح (20 أغسطس 1991 -) ممثلة مصرية شابة، تخرجت من الأكاديمية البحرية، بدأت حياتها الفنية في مركز الإسكندرية للإبداع الفني مع خالد جلال، لتأتيها الفرصة للمشاركة في تياترو مصر عام 2013 مع أشرف عبد الباقي، والذي كان السبب في شهرتها.، وهي زوجة الفنان حمدي الميرغني.

## أعمالها

### مسرحيات عديده
- مسرح مصر 2013–2018

### مسلسلات
- فيس أبوك (ضيفة شرف في دور تشات)
- صد رد (دور يمنى)[6]
- أبواب الخوف (ضيفة شرف في الحلقة السادسة)
- سكر زيادة (ضيفة شرف)

### أفلام
- عسل أبيض[7]
- سكر برة
- خيال مآتة

### برامج
- ليلة سمر: 2015 - ضيفة
- صاحبة السعادة: 2014 - ضيفة

## روابط خارجية
- إسراء عبد الفتاح على موقع الدهليز
- إسراء عبد الفتاح على موقع قاعدة بيانات الأفلام العربية